# Lithophane ochreimacula
Lithophane ochreimacula là một loài bướm đêm trong họ Noctuidae.